# Лефор, Нарсис Огюстен
Нарсис Огюстен Лефор (фр. Narcisse-Augustin Lefort; 18 июня 1852, Париж — 10 января 1933) — французский скрипач и музыкальный педагог.
Окончил Парижскую консерваторию (1874), ученик Ламбера Массара.
С 1879 года играл в Оркестре концертного общества Парижской консерватории.
Профессор Парижской консерватории (1892—1929). Среди его учеников, в частности, Фредерик Фрадкин, Ивонн Аструк, Кармен Форте и Алберт Сполдинг (частные уроки).
Автор учебника (фр. Méthode complète de violon; 1910), коротких пьес дидактического назначения, переложений (в том числе скрипичных аранжировок отдельных номеров из различных опер Рихарда Вагнера).
Лефору посвящены Серенада для скрипки и виолончели Op. 133 Б. Годара (1874), Колыбельная для скрипки и фортепиано Op. 8 Г. Пьерне (1884), «Весенний день» (фр. 	Journée de printemps) Г. Дюпона (1901).